# Ультиматум Керзона
Ультиматум (Нота) Керзона — нота уряду Великої Британії, складена міністром закордонних справ лордом Керзоном і вручена Радянському уряду 8 травня 1923 року главою англійського торгового представництва в Москві Ходжонсоном.

## Суть ноти
Керзон звинувачував СРСР у проведенні антибританської політики на Сході і зажадав у 10-денний термін виконання наступних умов:
- припинення антибританської підривної діяльності в Ірані та Афганістані, що здійснюється з радянських представництв у цих країнах;
- припинення релігійних переслідувань у Радянському Союзі;
- звільнення англійських риболовецьких траулерів, затриманих за рибальство в радянських територіальних водах Баренцевого моря;
- вимога грошової компенсації за арешт та розстріл низки учасників «групи Дюкса».

Конфлікт поглибився вбивством у Лозанні (Швейцарія) радянського дипломата Вацлава Воровського.

## Радянська реакція

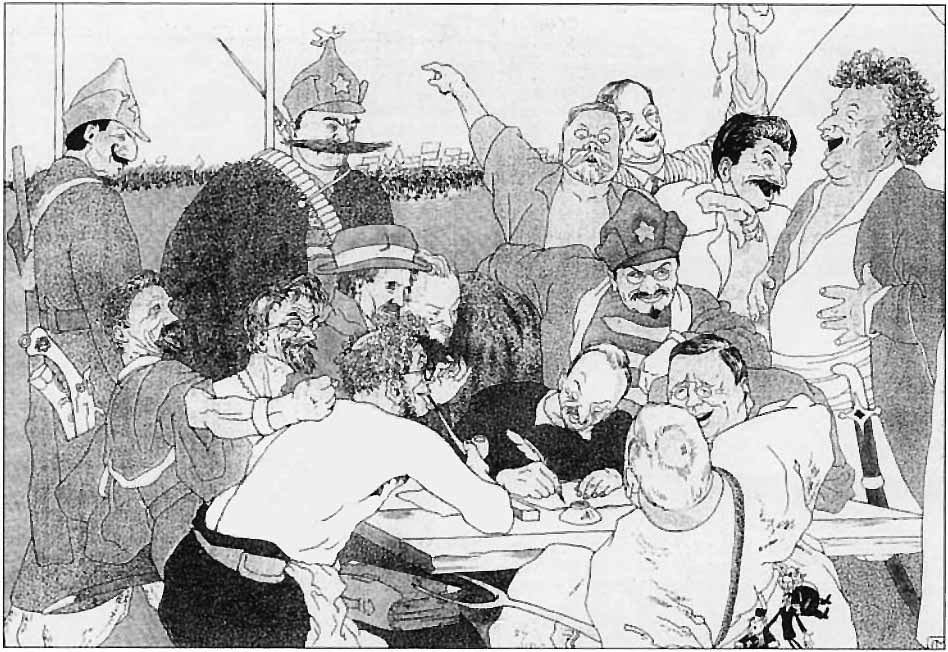
Згадувана в романі «Дванадцять стільців» як «геніально задумане» Остапом Бендером полотно карикатури, що реально існувала, «Більшовики пишуть відповідь Керзону». «Червоний перець», 1923 № 6, с. 7. Зображені: Семен Будьонний, Олексій Риков, Сергій Каменєв, Михайло Калінін, Карл Радек, Леонід Красін, Микола Бухарін, Лев Каменєв, Георгій Чичерін, Лев Троцький, Християн Раковський, Дем'ян Бєдний, Максим Литвинов, Йосип Сталін, Григорій Зінов'єв

Радянський уряд 11 травня 1923 року відкинув британський ультиматум та інспірував масові демонстрації, але 23 травня висловив готовність прийняти деякі вимоги Керзона.
На думку радянських історіографів були задоволені лише деякі побажання Керзона, при цьому через 10 днів після закінчення дії ультиматуму (термін якого продовжив сам Керзон).
У ноті від 23 травня РНК СРСР висловила згоду піти назустріч. По-перше, Уряд запропонував укласти з Англією конвенцію, що надає англійським громадянам право рибальства в радянських територіальних водах поза тримильною морською зоною до врегулювання всього питання; по-друге, сплатити за конфісковані англійські рибальські судна; по-третє, сплатити компенсацію за розстріл та арешт англійських громадян, однак, із застереженням, що згода на це аж ніяк не означає хибності репресивних заходів, вжитих щодо цих шпигунів; по-четверте, повернути два листи, надіслані на ім'я Ходжсона. Після додаткового обміну нотами, в яких були визначені взаємні зобов'язання невтручання у внутрішні справи та утримання від ворожих актів, обидва уряди визнали листування закінченим.
Ряд дослідників схильні вбачати у звільненні патріарха Тихона з-під арешту та скасування судового процесу, що готувався, поступку радянського уряду у відповідь на ультиматум Керзона (ультиматум вимагав, серед іншого, припинення репресій проти Церкви і духовенства (пункти 21 та 2).

## У літературі
«Авіамарш» (1923):
   …І, вірте нам, на кожен ультиматум

  Повітряний флот зможе дати відповідь!
«Наша відповідь» у романі «Як гартувалася сталь» — у діалозі російського та польського прикордонників:
 — Товаришу більшовик, дай прикурити, кинь сірникову коробку, — цього разу вже російською мовою говорить поляк. 

… І червоноармієць, не обертаючись, кидає сірникову коробку. Солдат ловить її на льоту і, часто ламаючи сірники, нарешті закурює. Коробка таким самим шляхом знову переходить кордон, і тоді червоноармієць ненароком порушує закон. — Залиш у себе, в мене є.
Але з-за кордону долинає:
 — Ні, дякую, мені за цю коробку у в'язниці два роки відсидіти довелося б.

Червоноармієць дивиться на коробку. На ній аероплан. Замість пропелера потужний кулак і написано «Ультиматум».

«Так, справді, для них невідповідно».
— Островский Н. А. Как закалялась сталь. — Москва : ИТРК, 2007. — Т. 2, глава 4. — ISBN 5-88010-211-4.
«Два капітани» — згадується на зібранні з приводу ОДВФ:

Це був мій плакат — аероплан, що ширяє в хмарах, і над ним напис: «Молодь, вступай до ОДВФ!» Але до чого тут був мій плакат, цього я довго не міг зрозуміти, бо всі промовці говорили виключно про якийсь ультиматум. Але ось виступив Корабльов, і все стало ясно. — Товариші! — тихо, але виразно сказав він. — Радянському уряду пред'явлено ультиматум. Загалом, ви дуже правильно оцінили значення цього документа. На ваш погляд, автори його — типові імперіалісти. Абсолютно вірно! Але було б помилкою припускати, що вони цього не знали, або що від вас вони про це почули вперше. Ні, ми інакше маємо відповісти на ультиматум! Ми повинні створити у нашій школі осередок Товариства друзів повітряного флоту!
— Каверин В. А. Два капитан. Москва, 1957. том=2, глава 14
У романі І. Ільфа та Є. Петрова «Золоте теля» (події — 1929—1930-х рр.) згадується двічі:

Уздовж вулиці стояли школярі з різнокаліберними старомодними плакатами: «Не боїмося буржуазного дзвону, відповімо на ультиматум Керзона».
…
Людині з необтяженою совістю приємно такого ранку вийти з дому, постояти хвилину біля воріт, вийняти з кишені сірникову коробку, на якій зображений літак з дулею замість пропелера і підписом «Відповідь Керзону».

Згадується в оповіданні Михайла Булгакова «Бенефіс лорда Керзона».
Також ультиматум згадувався (як і зв'язок антикерзонівської кампанії в СРСР з авіаційною кампанією) у мемуарах «Мета життя» авіаконструктора Олександра Яковлєва.